# Fontaine-en-Dormois
Fontaine-en-Dormois ist eine französische Gemeinde mit 15 Einwohnern (Stand 1. Januar 2022) im Département Marne in der Region Grand Est. Sie gehört zum Kanton Argonne Suippe et Vesle und zum Arrondissement Châlons-en-Champagne. 

## Geografie
Die Gemeinde Fontaine-en-Dormois liegt 52 Kilometer östlich von Reims an der Grenze zum Département Ardennes. Sie ist umgeben von folgenden Nachbargemeinden:
|           | Séchault                                    | Bouconville       |
| Gratreuil | Kompassrose, die auf Nachbargemeinden zeigt | Cernay-en-Dormois |
|           | Rouvroy-Ripont                              |                   |

## Bevölkerungsentwicklung

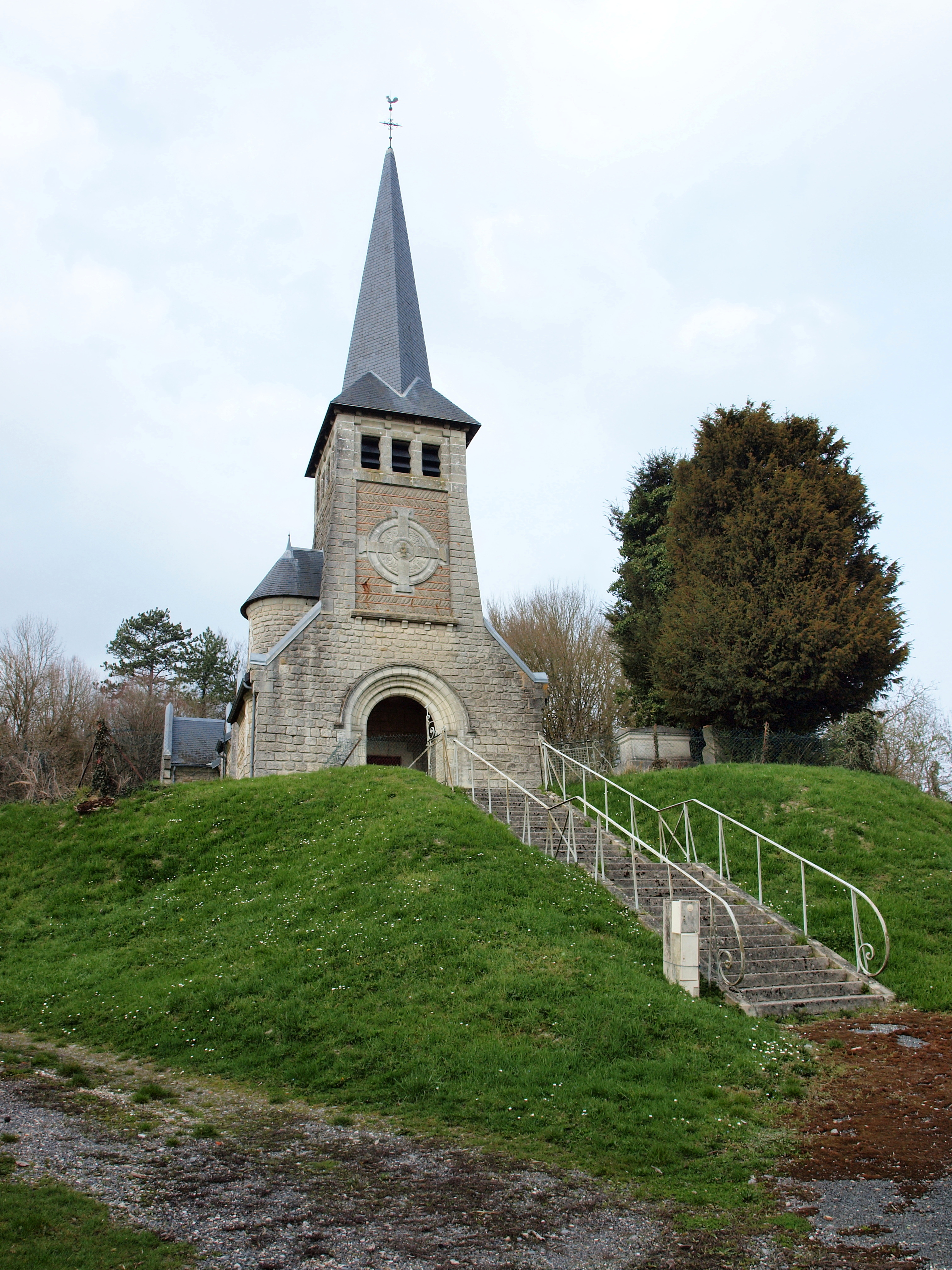
Kirche Saint-Remi

| Jahr                       | 1962 | 1968 | 1975 | 1982 | 1990 | 1999 | 2008 | 2018 |
| -------------------------- | ---- | ---- | ---- | ---- | ---- | ---- | ---- | ---- |
| Einwohner                  | 34   | 42   | 36   | 30   | 25   | 21   | 21   | 12   |
| Quellen: Cassini und INSEE |      |      |      |      |      |      |      |      |